# Masoala madagascariensis
Masoala madagascariensis är en enhjärtbladig växtart som beskrevs av Henri Lucien Jumelle. Masoala madagascariensis ingår i släktet Masoala och familjen Arecaceae. IUCN kategoriserar arten globalt som akut hotad. Inga underarter finns listade i Catalogue of Life.